# Liste der Sendungen von Sat.1 emotions

Logo von Sat.1 Emotions

Die Liste der Sendungen von Sat.1 emotions enthält eine Aufzählung selbst produzierter Sendungen und Serien, die bei Sat.1 emotions ausgestrahlt werden bzw. wurden. (Stand: 1. März 2013)

## Derzeitige Eigenproduktionen vom SendernetzwerkProSiebenSat.1 Media

### Fernsehserien
- Allein unter Bauern (seit September 2012)
- Die Anstalt – Zurück ins Leben (seit November 2012)
- Auf Herz und Nieren (seit September 2012, ab 2. Episode: dt. Erstausstrahlung)
- Das Büro (seit November 2012)
- Der Cop und der Snob (seit Oktober 2012)
- Danni Lowinski (seit Mai 2012)
- Dr. Molly & Karl (seit November 2012)
- Fieber – Ärzte für das Leben (seit Mai 2012)
- Josephine Klick – Allein unter Cops (seit Mai 2014, dt. Erstausstrahlung)
- Klinik am Alex (seit Mai 2012)
- Klinikum Berlin Mitte – Leben in Bereitschaft (seit Mai 2012)
- König von Kreuzberg (seit Oktober 2012)
- Der letzte Bulle (seit Mai 2012)
- Mein Chef und ich (seit Oktober 2012)
- Niedrig und Kuhnt – Kommissare ermitteln (ab 21. Januar 2014; finale Staffel)
- Park Hotel Stern (seit Mai 2012)
- Plötzlich Papa – Einspruch abgelehnt! (seit September 2012, ab 9. Episode: dt. Erstausstrahlung)
- Schwurgericht (seit Mai 2012)
- Sommer und Bolten: Gute Ärzte, keine Engel (seit November 2012)
- Verrückt nach Clara (seit August 2012)
- Victor – Der Schutzengel (seit Oktober 2012)

### Telenovela
- Anna und die Liebe (seit Mai 2012)
- Hand aufs Herz (seit Mai 2012)
- Lotta in Love (seit Juli 2012)
- Schmetterlinge im Bauch (seit Mai 2012)
- Verliebt in Berlin (seit Mai 2012)

### Comedy
- Die Dreisten Drei (seit Mai 2012)
- Die Harald Schmidt Show (seit Mai 2012)
- The Ellen DeGeneres Show (seit März 2013)
- Jetzt wird’s schräg (seit März 2015)
- Knallerfrauen (seit Oktober 2012)
- Ladykracher (seit Mai 2012)
- Mensch Markus (seit Juni 2012)
- Pastewka (seit Mai 2012)
- Schillerstraße (seit Juni 2012)
- Sechserpack (seit Mai 2012)

### Unterhaltungsshow
- Nur die Liebe zählt (seit Mai 2012)
- Die perfekte Minute (seit Juni 2012)

### Daily Soap
- Eine wie keine (seit Mai 2012)
- Alles oder Nichts (seit 2019)

### Real-Life Doku-Soap
- Krankenhaus Lichtenberg (seit Mai 2012)

### Fernseh-Filmreihe
- Allein unter … (seit August 2012)
- Blond: Eva Blond! (seit September 2012)

## Ehemalige Eigenproduktionen vom SendernetzwerkProSiebenSat.1 Media

### Fernsehserien
- 18 – Allein unter Mädchen (Mai–Dezember 2012)
- Alles außer Mord (Juni–Oktober 2012)
- Alles außer Sex (Mai–September 2012)
- Der Cop und der Snob (Oktober–November 2012, 6. Episode: dt. Erstausstrahlung)
- Es kommt noch dicker (September–Oktober 2012, ab 3. Episode: dt. Erstausstrahlung)
- Freunde für immer (Juni–Juli 2012)
- Für alle Fälle Stefanie (Mai–November 2012)
- Maja (Mai–Juli 2012)
- Stadt, Land, Mord! (Mai–Juni 2012)
- Die Straßen von Berlin (Mai–Oktober 2012)
- Verrückt nach Clara (August–September 2012)

### Comedy
- Paare (Juli–September 2012)
- Weibsbilder (Mai 2012-März 2013)

### Unterhaltungsshow
- The Winner is … (Mai–Juni 2012)